# Ars Electronica-díj

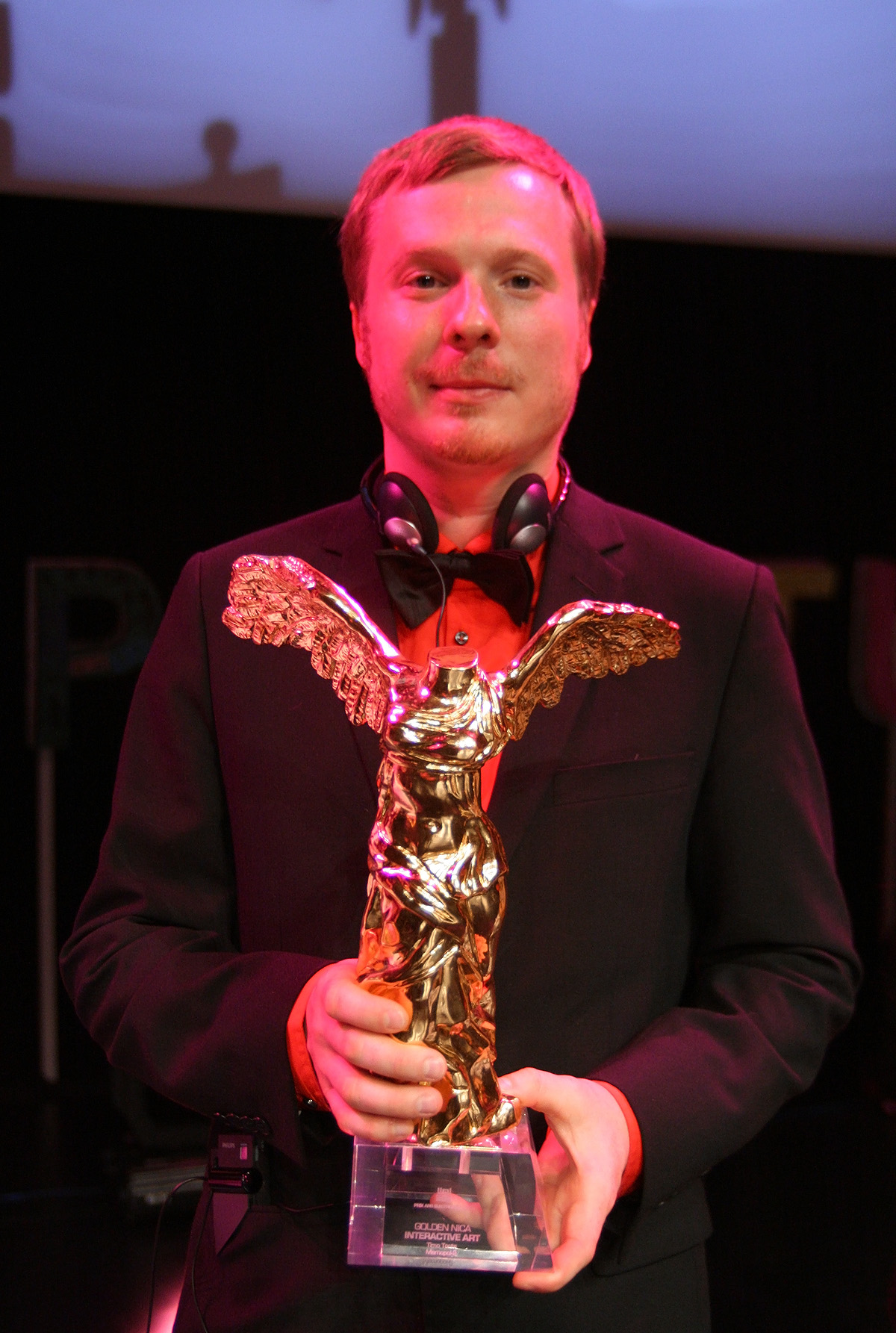
Timo Toots Prix Ars Electronica Golden Nica 2012

Az Ars Electronica-díj (Prix Ars Electronica) évenként kiosztott díj, melyet az elektronikus és interaktív művészetben, számítógépes animációban, digitális kultúrában vagy zenében elért elismerésként adnak át. A díjat 1987 óta adja az Ars Electronica (Ausztria, Linz), a világ egyik nagy művészeti és technológiai központja.
2004-ben a Golden Nicát, a legmagasabb díjat hat kategóriában osztották ki: 
- Számítógépes animáció/vizuális effektusok
- Digitális zenék
- Interaktív művészet
- Hálózati jövőkép
- Digitális közösségek
- u19 (díj a „freestyle computing”-ért)

Minden Golden Nica 10 000 eurós jutalommal jár együtt az u19 díjtól eltekintve, melynek díjazása 5600 euró. Minden kategóriában van külön „Kiemelkedő művek” és „Tiszteletbeli díjazottak” kategória.

## Interactive art
- 1990 – Videoplace, - Myron Krueger
- 1991 – Think About the People Now, - Paul Sermon
- 1992 – Home of the Brain, - Monika Fleischmann & Wolfgang Strauss
- 1993 – Simulationsraum-Mosaik mobiler Datenklänge (smdk), - Knowbotic Research
- 1994 – A-Volve, - Christa Sommerer & Laurent Mignonneau
- 1995 – Konceptet Hypertekst, -Tim Berners-Lee
- 1996 – Global Interior Project, - Masaki Fujihata
- 1997 – Music Plays Images X Images Play Music, - Ryuichi Sakamoto & Toshio Iwai
- 1998 – World Skin, installation - Jean-Baptiste Barrière und Maurice Benayoun
- 1999 – Difference Engine #3 - Lynn Hershman
- 2000 – Vectorial Elevation, Relational Architecture #4, installation - Rafael Lozano-Hemmer
- 2001 – polar, installation af Carsten Nicolai og Marko Peljhan
- 2002 – n-cha(n)t, installation - David Rokeby
- 2003 – Can You See Me Now, -Blast Theory & Mixed Reality Lab
- 2004 – Listening Post?, installation - Ben Rubin og Mark Hansen
- 2004 – Ah_Q – A Mirror of Death, - Feng Mengbo
- 2005 – */MILKproject, projekt - RIXC-Riga Center for New Media Culture (Letland)
- 2005 – Theo Jansen – Strandbeest (Holland)
- 2006 – The Messenger - Paul DeMarinis
- 2007 – Park View Hotel - Ashok Sukumaran
- 2008 – Image Fulgurator - Julius von Bismarck
- 2009 - Nemo Observatorium - Laurence Malstaf (Belgium)
- 2010 - The Eyewriter - Zachary Lieberman, Evan Roth, James Powderly, Theo Watson, Chris Sugrue, Tempt1
- 2011 - Newstweek - Julian Oliver (NZ) & Danja Vasiliev (RU)
- 2012 - "Memopol-2" - Timo Toots (EE)
- 2013 - Pendulum Choir - Michel Décosterd (CH), André Décosterd (CH)